# Zerstörergeschwader 76
La Zerstörergeschwader 76 Horst Wessel (ZG 76) (76e escadron de chasseur lourd) est une unité de chasseur-bombardier de la Luftwaffe pendant la Seconde Guerre mondiale.

## Opérations
Le ZG 76 est équipé d'avions Messerschmitt Bf 109D, Messerschmitt Bf 110B/C, Messerschmitt Me 410 et Focke-Wulf Fw 190 (uniquement pour le II./ZG 76).
Il a participé aux engagements suivants :
- Campagne de Norvège
- Bataille de France
- Bataille d'Angleterre
- Moyen-Orient - Irak
- Bataille de la Méditerranée
- Campagne nord-africaine
- Front de l'Est
- Défense du Reich

## Organisation

### Stab. Gruppe
Le Stab./ZG 76 est formé le 15 avril 1940 à Cologne-Wahn.

Le 1er août 1941, le Stab./ZG 76 devient Stab./Jagdfliegerführer Norwegen, mais le Generalmajor Walter Grabmann a déjà fait fonctionné cette unité comme Jafü Norwegen à partir de juin 1941.
Reformé en août 1943 à Ansbach.

Le 24 juillet 1944, il est renommé Stab./JG 76.

Geschwaderkommodore (commandant de l'escadron) :
| Début           | Fin             | Grade          | Nom                    |
| --------------- | --------------- | -------------- | ---------------------- |
| 15 avril 1940   | 31 juillet 1941 | Generalmajor   | Walter Grabmann        |
| Août 1943       | 24 janvier 1944 | Oberstleutnant | Theodor Rossiwall (en) |
| 25 janvier 1944 | 24 juillet 1944 | Oberstleutnant | Robert Kowalewski      |

### I. Gruppe
Formé le 1er mai 1939 à Olmütz à partir du II.ZG 141 avec :
- Stab I./ZG 76 à partir du Stab II./ZG 141
- 1./ZG 76 à partir du 4./ZG 141
- 2./ZG 76 à partir du 5./ZG 141
- 3./ZG 76 à partir du 6./ZG 141

Le 7 septembre 1940, le I./ZG 76 est renommé ZG 2.
Réformé le 13 octobre 1943 à Bad Lippspringe à partir du I./ZG 1 avec :
- Stab I./ZG 26 à partir du Stab I./ZG 1
- 1./ZG 26 à partir du 1./ZG 1
- 2./ZG 26 à partir du 2./ZG 1
- 3./ZG 26 à partir du 3./ZG 1

En juillet 1944, le I./ZG 26 est renommé II./NJG 1 avec :
- Stab I./ZG 76 devient Stab II./NJG 1
- 1./ZG 76 devient 3./NJG 1
- 2./ZG 76 devient 5./NJG 1
- 3./ZG 76 devient 6./NJG 1

Reformé en août 1943 à Ansbach  avec :
- Stab I./ZG 76 nouvellement créé
- 1./ZG 76 à partir du 1./NAGr.16 (Nahaufklärungsgruppe 16)
- 2./ZG 76 à partir du 3./NAGr.12 (Nahaufklärungsgruppe 12)
- 3./ZG 76 à partir du Stabsstaffel/St.G.1

En juillet 1944, le I./ZG 76 devient I./JG 76 avec :
- Stab I./ZG 76 devient Stab I./JG 76
- 1./ZG 76 devient 1./JG 76
- 2./ZG 76 devient 2./JG 76
- 3./ZG 76 devient 3./JG 76

Gruppenkommandeure (Commandant de groupe) :
| Début         | Fin              | Grade     | Nom                               |
| ------------- | ---------------- | --------- | --------------------------------- |
| 1er mai 1939  | 30 avril 1940    | Hauptmann | Günther Reinecke                  |
| 30 avril 1940 | 11 mai 1940      | Hauptmann | Werner Hansen (par intérim)       |
| 11 mai 1940   | 15 août 1940     | Hauptmann | Werner Restemeyer                 |
| Août 1940     | 7 septembre 1940 | Hauptmann | Graf von Stillfried und Rattonitz |
| ?             | ?                | ?         | ?                                 |

### II. Gruppe
Formé le 1er mai 1939 à Gablingen à partir du I./JG 144 avec :
- Stab II./ZG 76 à partir du Stab I./ZG 144
- 4./ZG 76 à partir du 1./ZG 144
- 5./ZG 76 à partir du 2./ZG 144
- 6./ZG 76 à partir du 3./ZG 144

Le II./JG 76 est aussi connu comme Jagdgruppe 176 entre le 9 septembre 1939 et le 3 février 1940.
Le 1er novembre 1941, il est renommé III./NJG 3 avec :
- Stab II./ZG 76 devient Stab III./NJG 3
- 4./ZG 76 devient 7./NJG 3
- 5./ZG 76 devient 8./NJG 3
- 6./ZG 76 devient 9./NJG 3

Reformé en août 1943 à Wertheim à partir de divers staffeln avec :
- Stab II./ZG 76 nouvellement créé
- 4./ZG 76 à partir du 3./NAGr.4 (Nahaufklärungsgruppe 4)
- 5./ZG 76 à partir du 3./Aufkl.Gr.11 (Aufklärungsgruppe 11)
- 6./ZG 76 à partir du 3./NAGr.6 (Nahaufklärungsgruppe 6)

Le 7 février 1945, le II./ZG 76 est renommé III./JG 54 avec :
- Stab II./ZG 76 devient Stab III./JG 54
- 4./ZG 76 devient 9./JG 54
- 5./ZG 76 devient 10./JG 54
- 6./ZG 76 devient 11./JG 54

Gruppenkommandeure :
| Début            | Fin              | Grade     | Nom                   |
| ---------------- | ---------------- | --------- | --------------------- |
| 1er mai 1939     | 21 décembre 1939 | Hauptmann | Walter Schmidt-Coste  |
| 1er janvier 1940 | 12 août 1941     | Major     | Erich Groth           |
| 14 août 1941     | Novembre 1941    | Major     | Heinz Nacke (en)      |
| 5 octobre 1943   | 9 août 1944      | Major     | Herbert Kaminski (en) |

### III. Gruppe
Formé le 26 juin 1940 à Trèves-Euren à partir du II./ZG 1 avec :
- Stab III./ZG 76 à partir du Stab II./ZG 1
- 7./ZG 76 à partir du 4./ZG 1
- 8./ZG 76 à partir du 5./ZG 1
- 9./ZG 76 à partir du 6./ZG 1

Le 24 avril 1944, le III./ZG 76 est renommé II./SKG 210 avec :
- Stab III./ZG 76 devient Stab II./SKG 210
- 7./ZG 76 devient 4./SKG 210
- 8./ZG 76 devient 5./SKG 210
- 9./ZG 76 devient 6./SKG 210

Reformé en novembre 1943 à Öttingen avec :
- ab III./ZG 76 nouvellement créé
- 7./ZG 76 à partir du 10./ZG 26
- 8./ZG 76 nouvellement créé
- 9./ZG 76 nouvellement créé

La formation n'a jamais été complète, et a été abandonnée en avril 1944. Les restes ont été intégrés au  I./ZG 76.

Gruppenkommandeure :
| Début             | Fin             | Grade     | Nom                                 |
| ----------------- | --------------- | --------- | ----------------------------------- |
| 26 juin 1940      | 15 août 1940    | Hauptmann | Friedrich-Karl Dickoré              |
| 16 août 1940      | 24 avril 1941   | Hauptmann | Rolf Kaldrack (en)                  |
| 1er novembre 1943 | 29 janvier 1944 | Hauptmann | Johannes Kiel (en) (Mort au combat) |

### Ergänzungsgruppe
L'Ergänzungsgruppe/JG 76 est formé mars 1941 à Aalborg-Ost comme Erg.Staffel II./ZG 76.

Pendant le même mois, ses effectifs sont augmentés pour devenir un Gruppe, avec :
- Stab/Erg.Gruppe ZG 76
- 1.(Eins)/Erg.Gruppe ZG 76
- 2.(Ausb)/Erg.Gruppe ZG 76

Le 15 septembre 1941, il est renommé III./Nachtjagdschule 1 avec :
- Stab/Erg.Gruppe ZG 76 devient Stab III./Nachtjagdschule 1
- 1./Erg.Gruppe ZG 76 devient 4./NJG3
- 2./Erg.Gruppe ZG 76 devient 5./Nachtjagdschule 1

Gruppenkommandeure :
| Début        | Fin            | Grade     | Nom              |
| ------------ | -------------- | --------- | ---------------- |
| Mai 1941     | Juillet 1941   | Major     | Wilhelm Lessmann |
| Juillet 1941 | Septembre 1941 | Hauptmann | Johann Kogler    |

### ErgänzungsStaffel/ZG 76
Formé le 6 avril 1944 à Unterschlauersbach  à partir du 4./Ergänzungszerstörergruppe.

Le 1er septembre 1944, il est renommé 1./JGr.Ost.

Staffelkapitäne :
| Début        | Fin          | Grade        | Nom                |
| ------------ | ------------ | ------------ | ------------------ |
| 6 avril 1944 | 14 juin 1944 | Hauptmann    | Hubertus Huy       |
| 15 juin 1944 | 31 août 1944 | Oberleutnant | Herbert Schob (en) |